# Alex Wall
Alex Wall (* 1. November 1990 in St. John’s, Neufundland) ist ein kanadischer Eishockeyspieler, der seit der April 2023 beim österreichischen Klub EC VSV aus der ICE Hockey League unter Vertrag steht und dort auf der Position des Verteidigers spielt. Zuvor war Wall bereits fünf Spielzeiten für die Vienna Capitals in derselben Liga aktiv.

## Karriere
Wall begann seine Karriere in der kanadischen Juniorenliga Ligue de hockey junior majeur du Québec (LHJMQ) bei den St. John’s Fog Devils. Im Sommer 2008 erfolgte der Wechsel zum Club de hockey junior de Montréal, bevor er zu Ende der Saison 2009/10 zu den Moncton Wildcats transferiert wurde, und gewann mit diesen die Meisterschaft der LHJMQ in Form der Coupe du Président. Bereits im folgenden Sommer wechselte er erneut, diesmal zu den Remparts de Québec, bei denen er zum Assistenzkapitän ernannt wurde. Trotz guten Leistungen wurde er nicht im NHL Entry Draft gezogen und wechselte daraufhin in die kanadische Universitätsliga U Sports. Dort spielte er drei Jahre für die University of Prince Edward Island und zwei Jahre für die University of New Brunswick. Mit der University of New Brunswick gewann der Verteidiger im Frühjahr den University Cup, die Meisterschaft des kanadischen Universitätsspielbetriebs.
Nach somit fünf Jahren in der USports erfolgte der Wechsel in die ECHL zu den Adirondack Thunder. Dort war er punktbester Verteidiger und hatte danach ein kurzes Gastspiel in der American Hockey League (AHL) bei den Utica Comets. Im Sommer 2017 wechselte Wall für eine Spielzeit zu Frisk Asker in die norwegische GET-ligaen. Dort überzeugte er mit seinem Tempo und seiner Puckbeherrschung. Zur Saison 2018/19 schloss sich der Kanadier dem österreichischen Klub Vienna Capitals aus der Erste Bank Eishockey Liga (EBEL) an. Nach insgesamt fünf Spielzeiten beim Team aus der Hauptstadt Wien unterschrieb der Abwehrspieler vor der Spielzeit 2023/24 einen Vertrag beim Ligakonkurrenten EC VSV.

### International
Mit der kanadischen Studentenauswahl nahm er an der Winter-Universiade 2013 im Trentino teil und gewann mit der Mannschaft dort die Goldmedaille. In sechs Turnierspielen steuerte der Verteidiger vier Torvorlagen zum Medaillengewinn bei.

## Erfolge und Auszeichnungen
- 2010 Coupe-du-Président-Gewinn mit den Moncton Wildcats
- 2016 University-Cup-Gewinn mit der University of New Brunswick
- 2017 Teilnahme am ECHL All-Star Game
- 2023 Bester Vorlagengeber der ICEHL-Playoffs

### International
- 2013 Goldmedaille bei der Winter-Universiade

## Karrierestatistik
Stand: Ende der Saison 2024/25

### International
Vertrat Kanada bei:
- Winter-Universiade 2013

(Legende zur Spielerstatistik: Sp oder GP = absolvierte Spiele; T oder G = erzielte Tore; V oder A = erzielte Assists; Pkt oder Pts = erzielte Scorerpunkte; SM oder PIM = erhaltene Strafminuten; +/− = Plus/Minus-Bilanz; PP = erzielte Überzahltore; SH = erzielte Unterzahltore; GW = erzielte Siegtore; 1 Play-downs/Relegation; Kursiv: Statistik nicht vollständig)